# سیدی سعاده
سیدی سعاده (به عربی: سيدي سعادة) یک شهرداری در الجزایر است که در استان غلیزان واقع شده‌است.